# Финтан Клоннаский
Финтан (англ. Fintan of Clonenagh; около 524—17 февраля 594 или 597) — аббат Клоннаский, святой Римско-католической церкви, день памяти — 17 февраля.

## Биография
Святой Финтан из Клонны учился у святого Колумбы из Терригласса. В 550 году он поселился в уединении в горах Слив-Блум, неподалёку от нынешнего Мэриборо, графство Куинс, что в Ирландии. Его молельня вскоре привлекла внимание многочисленных учеников, для которых он написал правило. Его аскеза и чудеса напоминали апостольские времена. Среди его учеников был святой Комгалл из Бангора.
Когда святой Финтан достиг семидесятилетнего возраста, он избрал Финтана Маэлдубха (Fintan Maeldubh) своим преемником в монастыре Клонна (Clonenagh). Его сравнивают со святым Бенедиктом Нурсийским и именуют «отцом ирландского монашества».